# Alvin Bragg

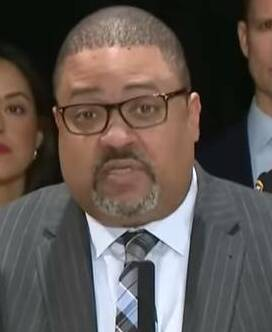
Alvin Bragg, 2023

Alvin Leonard Bragg Jr. (* 21. Oktober 1973 in New York City) ist ein US-amerikanischer Jurist und seit 2022 Bezirksstaatsanwalt des New York County.
Bragg wuchs im New Yorker Stadtteil Harlem auf und schloss an der Harvard University ein Studium in Rechtswissenschaft ab. Bevor er seinen derzeitigen Posten als New York County District Attorney antrat, war er Chief Deputy Attorney General of New York.
Bei der New Yorker Generalstaatsanwaltschaft leitete er 2017 und 2018 einen Fall gegen die Donald J. Trump Foundation um missbrauchte Wahlkampfspenden, welchen die Staatsanwaltschaft vor Gericht gewann. Im darauf folgenden Wahlkampf um den New York County District Attorney warb Bragg um Unterstützung und bezog sich auch schon auf den vorherigen Fall, dass er am besten gegen Donald Trump vorgehen könnte. Bragg erhielt im Juli 2021 in der Vorwahl die Nominierung der Demokratischen Partei und gewann im November 2021 die Hauptwahl gegen den Kandidaten der Republikanischen Partei, Thomas Kenniff. Am 1. Januar 2022 legte er den Amtseid ab.
Im März 2023 erhob Bragg Anklage gegen Donald Trump, dem im Zusammenhang mit Schweigegeldzahlungen an die Pornodarstellerin Stormy Daniels der Missbrauch von Wahlkampfgeldern vorgeworfen wird. Die Anklage wurde zugelassen, was ein großes Medienecho auslöste, weil mit Trump zum ersten Mal ein ehemaliger Präsident der Vereinigten Staaten vor Gericht angeklagt wurde.
Bragg ist seit 2003 verheiratet und hat mit seiner Ehefrau zwei Kinder.